# Ken Green
Kenneth Green (Londres, 27 de abril de 1924 - 7 de junho de 2001) foi um futebolista e treinador inglês, que atuava como defensor.

## Carreira
Ken Green fez parte do elenco da Seleção Inglesa de Futebol que disputou a Copa do Mundo de 1954.

## Ligações Externas
- Perfil em FIFA.com (em inglês)